# Miguel Juárez Celman
Miguel Juárez Celman ( Córdoba, Confederação Argentina, 29 de setembro de 1844 -  Arrecifes, República Argentina, 14 de abril de 1909) foi advogado, político e presidente da Argentina entre 1886 e 1890. Não chegou a concluir seu mandato que duraria até 1892, pois renunciou em 6 de Agosto de 1890. Sua carreira política foi influenciada por seu concunhado, Julio Argentino Roca, que foi seu antecessor na presidência do país.
Durante seu governo impulsionou a separação entre Igreja e Estado (instituindo o registro civil e obrigando a que os sepultamentos ocorressem em cemitérios civis) e foi um liberal de caráter aristocrático, além de ter fomentado a educação pública e a imigração. Deu grande impulso às obras públicas, porém foi incapaz de manter a estabilidade econômica, tendo que enfrentar uma forte oposição sob a liderança de Leandro N. Alem. Esta oposição mais tarde deu origem ao partido Unión Cívica Radical (UCR).
Celman não hesitou em intervir em províncias que eram fiéis a Julio Roca, e não tardou a ganhar a inimizade deste. A enorme concentração de poderes em suas mãos valeram a seu governo a alcunha de Unicato.
Promoveu obras públicas especialmente em Buenos Aires, com o intuito de torná-la semelhante a capitais europeias. Em seu governo foram erguidos o Teatro Colón, numerosas escolas, e expandida a infra-estrutura sanitária da cidade. O porto de Buenos Aires foi reformulado, de acordo com projeto do engenheiro Eduardo Madero. Celman promoveu também a privatização de ferrovias, julgando que tal serviço não devia permanecer em mãos estatais.
Também estimulou a imigração e a entrega de terras a colonos. Impulsionou também uma grande reforma jurídica, incluindo a organização processual dos tribunais, e criando um registro público de propriedades imóveis. Sancionou as leis do Matrimônio Civil e os códigos de mineração, penal e de comércio. A face legalista do governo, porém, contrastava com acusações de corrupção, baseadas sobretudo na concessão de obras a pessoas de seu círculo íntimo, mas também na especulação imobiliária e financeira dos membros do governo, além do excesso de gastos públicos. Os excessivos gastos criaram uma situação de instabilidade financeira. Em fins da década de 1880 o banco Baring Brothers exigiu pagamentos que drenaram as reservas de ouro do país, levando à inconversibilidade da moeda e à inflação. Em 1890 numerosas greves exigiram melhorias salariais. Em 26 de julho daquele ano inicia a chamada Revolução do Parque comandada por Leandro N. Alem. Apesar da repressão aos inssurretos, Juárez Celman renunciou poucos dias depois, em 6 de agosto de 1890. Carlos Pellegrini, seu sucessor, teve que enfrentar uma situação na qual a dívida externa da Argentina superava 60% do Produto Interno Bruto, e onde a maioria dos bancos havia fechado suas portas ("Pânico de 1890").